# Gué
Pour les articles homonymes, voir Gué (homonymie) et GUE.

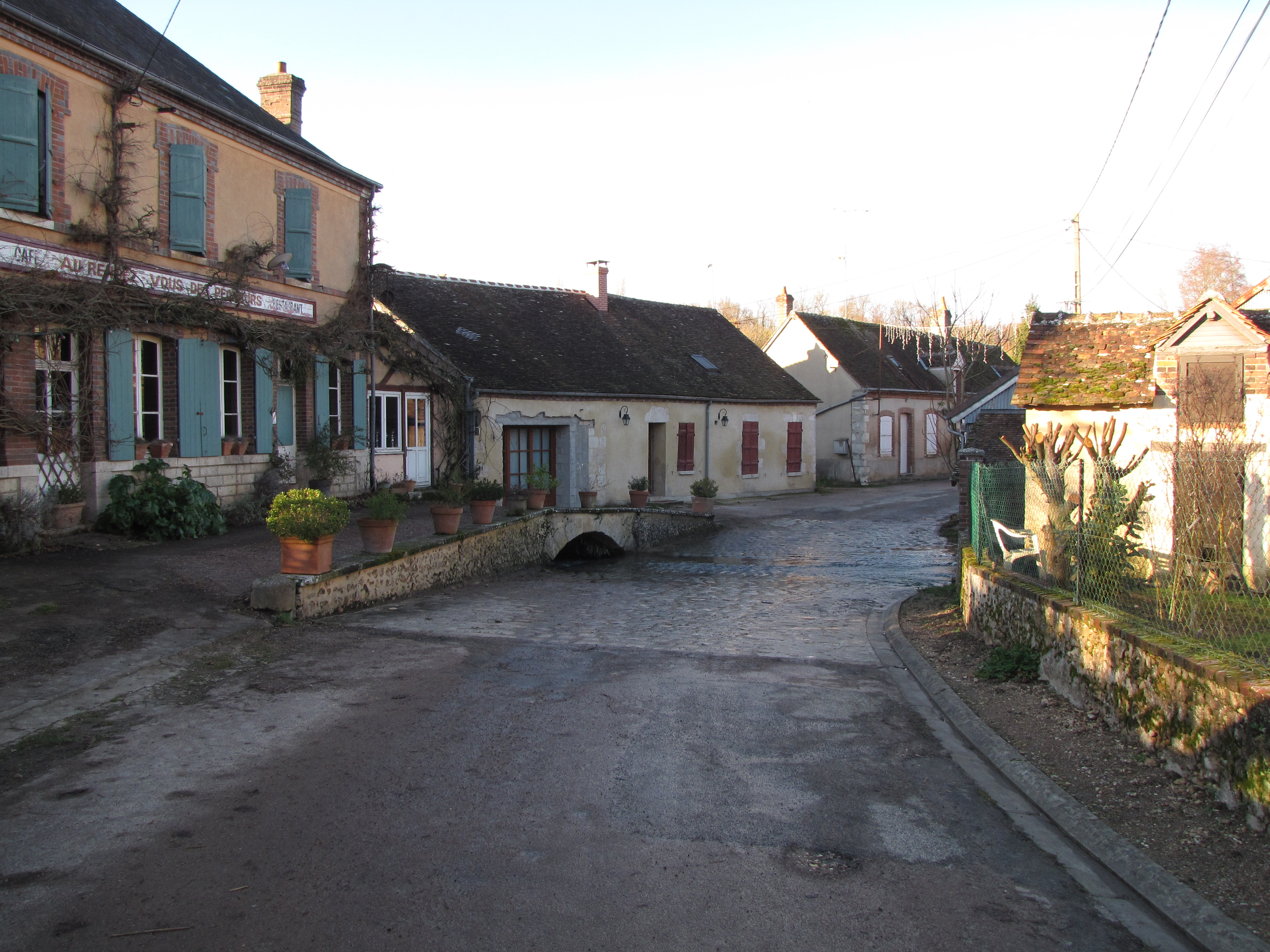
Gué pavé sur route au cœur de Fontainejean, Loiret (France).

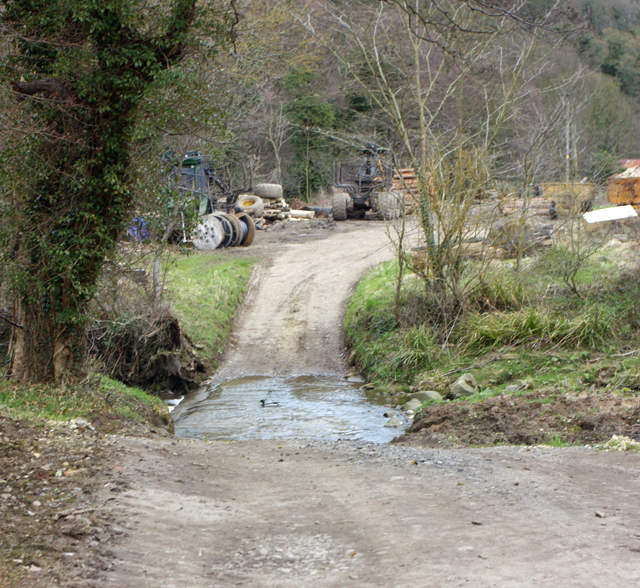
Passage à gué, ouvert aux véhicules motorisés (Royaume-Uni).

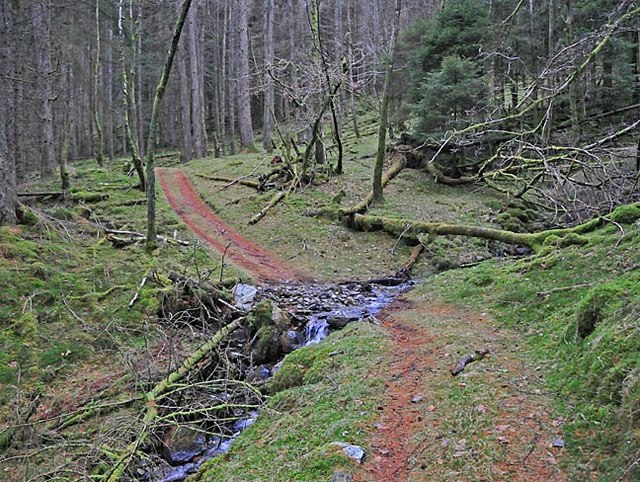
Gué rudimentaire, en forêt (Royaume-Uni).

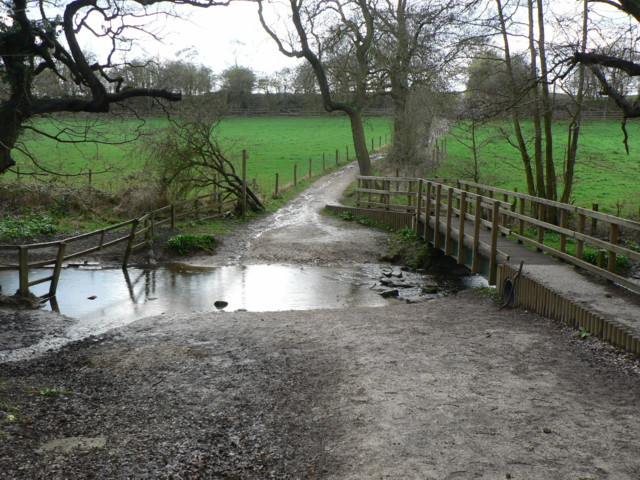
Passage à gué, accompagné d'une passerelle pour piétons (Royaume-Uni).

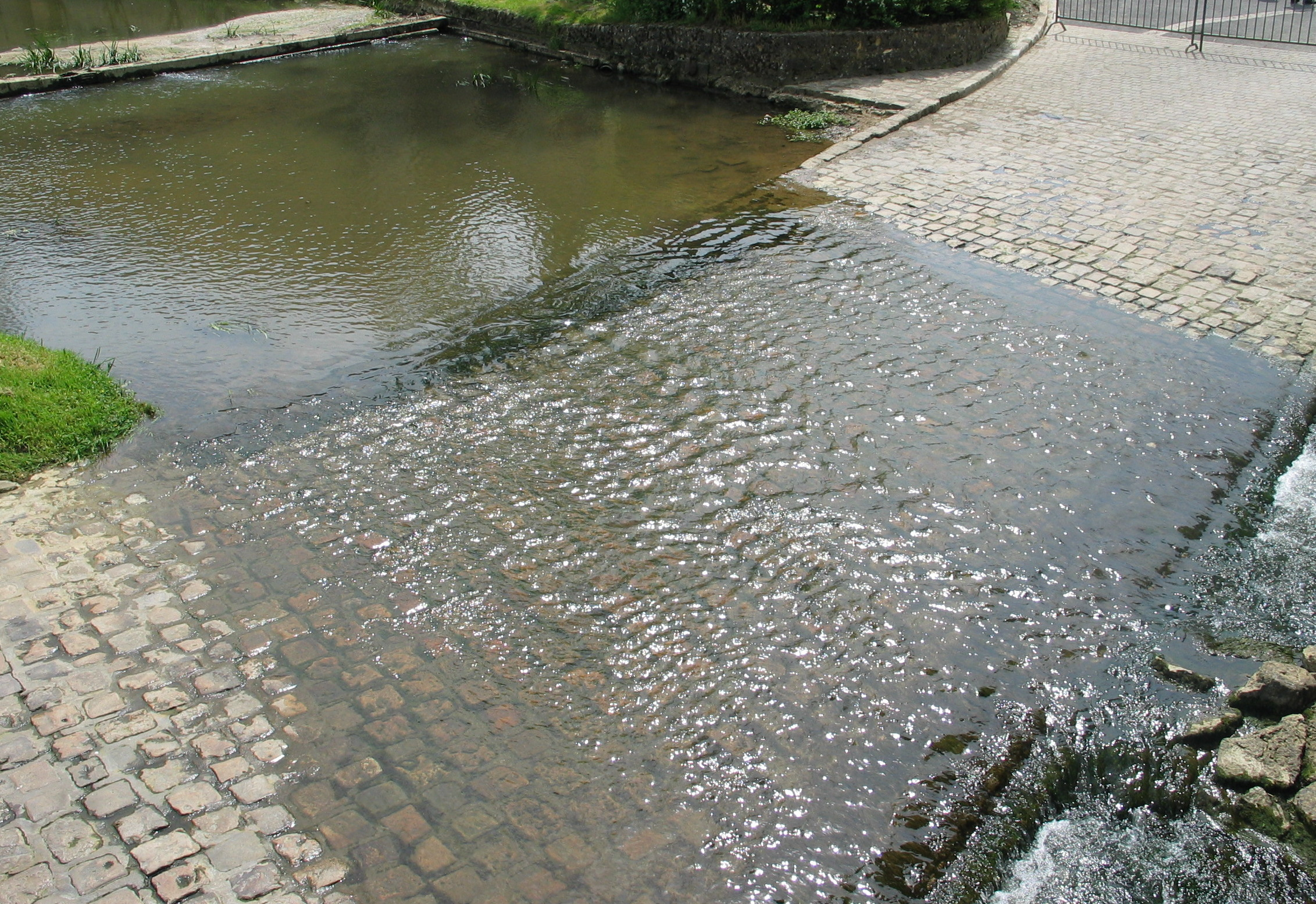
Un gué entièrement carrossable à Mézilles, France.

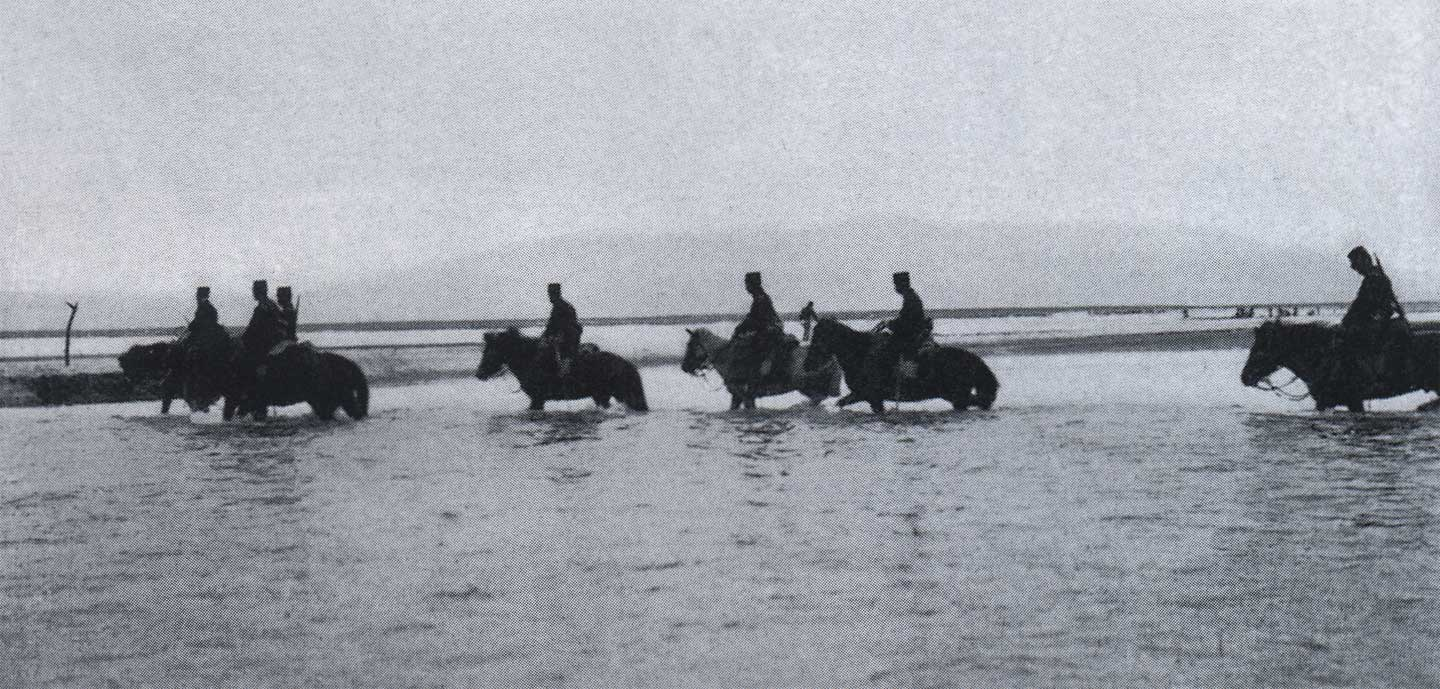
Soldats japonais traversant à gué le fleuve Yalou lors de la guerre russo-japonaise. Les gués ont été et sont toujours des points militaires stratégiques.

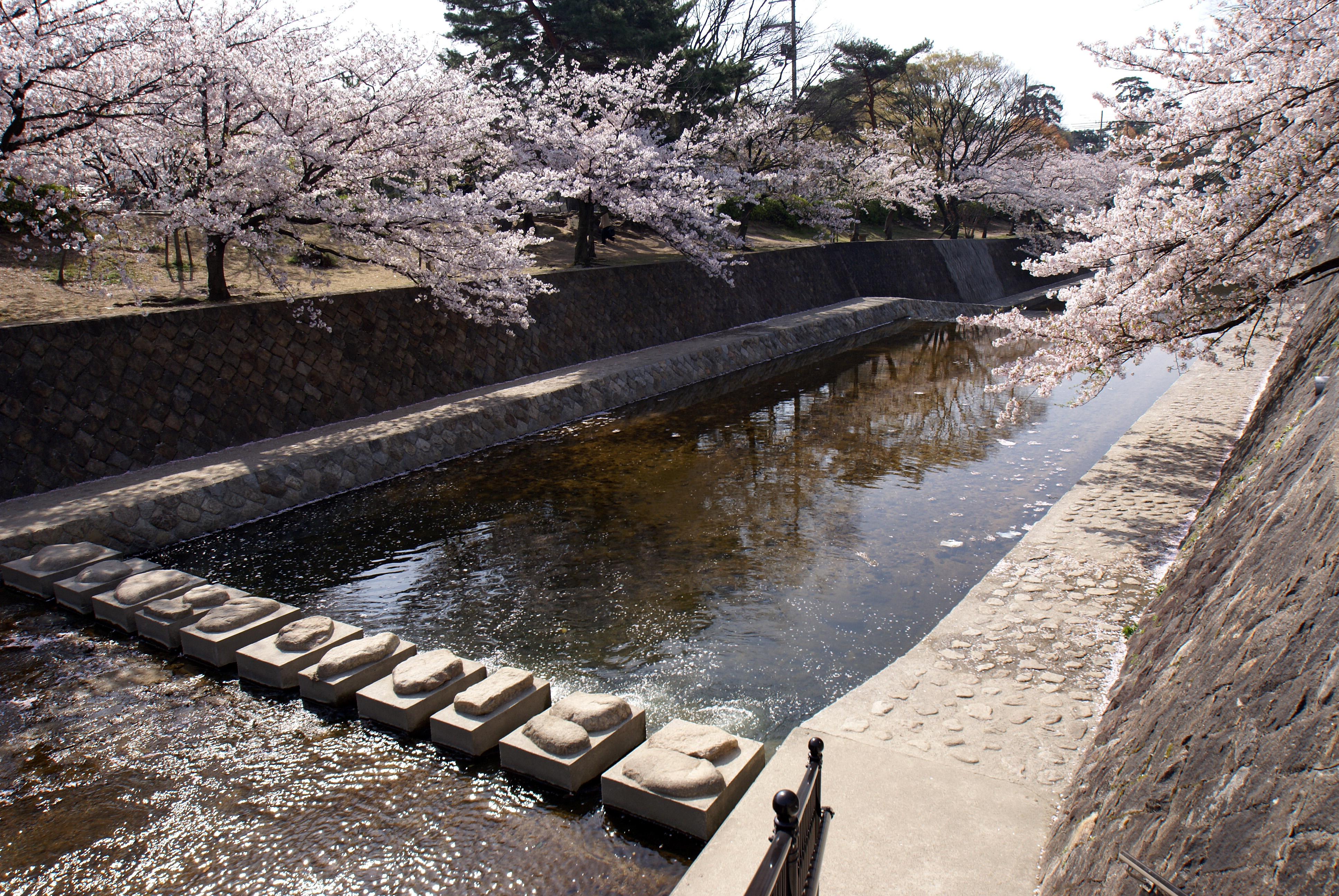
Le concept de pierres de gué, utilisé dans un aménagement d'un gué (Shukugawa, à Nishinomiya, préfecture d'Hyogo, Japon).

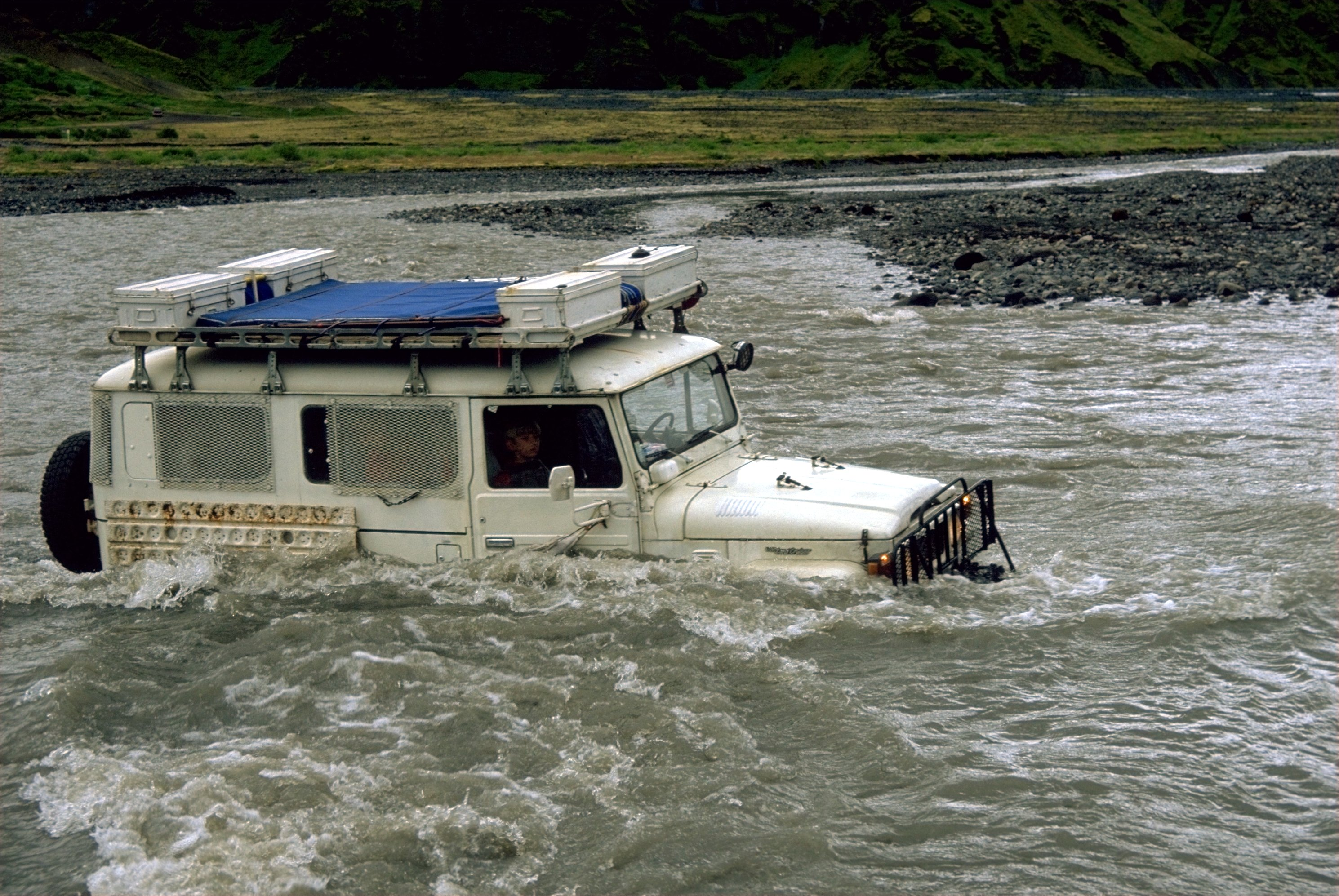
Même des véhicules relativement amphibies doivent traverser à gué les rivières à fort courant.

Un gué est un endroit où l'on peut traverser un cours d'eau à pied, à dos d'animal ou en véhicule sur le fond, sur des pierres de gué ou sur un radier ou une chaussée immergée construite par l'homme, sans s'embourber ni être emporté par le courant. C'est aussi l'endroit que les animaux sauvages ou domestiques empruntent pour franchir les cours d'eau.

## Archéologie
Des gués naturels existaient sur la plupart des cours d'eau, dont certains utilisés par la faune sauvage pour traverser les cours d'eau ou pour y chasser ou pêcher (ours venant pêcher le saumon par exemple).
Ils étaient généralement situés sur des zones où la roche mère était plus dure et  moins érodée, ou sur des zones d'élargissement du lit majeur et même parfois sur de grandes largeurs près des estuaires (le gué n'était alors praticable qu'à marée basse et durant les mois d'étiage (de mai à fin août en zone tempérée dans l'hémisphère nord).
Dans la mythologie celtique, le gué avait une importance symbolique en tant que lieu de passage ou de limite. Une déesse particulière, Ritona, lui était consacrée, la coutume voulant que les duels entre héros ou guerriers s'y déroulassent. Ainsi l'on a trouvé de nombreuses armes dans les anciens gués en pays celtes. D'ailleurs de nombreux objets de bronze tels que haches, pointes de lance, étaient jetées intacts en offrande aux divinités des eaux vives, principalement en des endroits privilégiés comme les passages à gué.
Jules César raconte, dans sa Guerre des Gaules, avoir constaté une fois en Bretagne que dans cette région la Tamise n'était guéable qu'en un seul point. Il dit l'avoir franchie avec des difficultés sérieuses, car le gué avait été, ainsi que la rive opposée, garni par les Bretons de pieux aigus fichés dans le sol. Malgré ces obstacles, dont la présence fut révélée aux Romains par les prisonniers et les déserteurs, le passage fut ordonné et exécuté par la cavalerie d'abord, puis par les fantassins, qui n'avaient que la tête hors de l'eau. Ce mouvement audacieux fut accompli avec une telle rapidité, que l'ennemi ne put soutenir le choc et se retira presque de suite et en pleine déroute.
Joseph Vendryes signale qu'en Europe centrale, la construction des ponts est restée longtemps inconnue. On traversait les rivières à gué, ou bien, quand elles étaient trop profondes ou trop larges au moyen de bacs ou bateaux. Depuis, les connaissances ont progressé et Venceslas Kruta mentionne la découverte d'un pont celtique en Suisse, mis au jour dans les années 1960, où les fouilles se sont poursuivies depuis. Les parties les plus anciennes remonteraient à l'an 300 av. J.-C. environ. Cela expliquerait l'existence du mot briva en celtique, qui désigne bien une technologie autochtone.
En France, même un fleuve important comme la Somme pouvait encore —  dans les années 1800  — être traversé à pied non loin de son estuaire (au gué de Blanquetaque, plus facilement au maximum de l'étiage du fleuve). Il n'est plus utilisable depuis la construction, pour les besoins de la navigation, des écluses et du canal maritime de la Somme (1786-1827). Depuis cette époque, les travaux ont empêché la remontée spontanée vers le nord de certains animaux sauvages (ou du bétail) qui pouvaient là traverser à gué. En amont les écluses ont aussi artificiellement entretenu un niveau haut des eaux en période d'étiage, de même que —  localement  — la réduction, rectification et recalibrage du lit mineur de la Somme. Dans le monde de nombreux gués naturels (les « sauts » en Guyane) ont servi à poser des barrages ou moulins, ou ont été détruits dans le cadre du recalibrage des rivières ou de leur mise en navigabilité, ce qui peut localement avoir aggravé les problèmes de fragmentation écopaysagère.
Les gués situés dans des lieux à rives basses impropres à la construction des ponts, ont été abandonnés, et les points de communications ont été déplacés vers les ponts sur des rives hautes. C'est ainsi que les gués, dont certains étaient périodiquement réempierrés ont lentement été abandonnés, de la même manière que les chemins de terre ont souvent été abandonnés au profit des chemins vicinaux puis de voies départementales et nationales puis au profit des autoroutes.
Seule la toponymie conserve encore le souvenir de ces lieux importants de passage (souvent probablement préhistoriques). Aussi la connaissance des anciens gués est-elle extrêmement intéressante pour établir la carte des routes et des centres de communications et d'activité préhistoriques et protohistoriques. Avant l'invention de l'aviation et des engins amphibies, leur connaissance était aussi d'un grand intérêt stratégique pour les armées.

## Histoire récente
Dans les temps passés (Ancien Régime, Moyen Âge, Antiquité...), alors que les ponts étaient rares, les gués ont joué un rôle économique et militaire important. Selon l’Académie française, le verbe « guéer » parfois prononcé « Guayer » signifie passer à gué. On dit d'une rivière qu'elle est « guéable ». Guéer un cheval est « le faire entrer dans la rivière jusqu'au ventre, & l'y promener, pour le laver & le rafraischir » ; Guéer du linge signifie « Le laver, & le remuer quelque temps dans l'eau avant que de le tordre ».

## Écologie
Les gués jouent également un rôle important pour la migration saisonnière et les déplacements de certains animaux, bien que certains mammifères tels que les orignaux ou les gnous puissent traverser des fleuves larges ou à courant relativement violent.
C'est pourquoi dans le domaine de l'écologie du paysage, on parle aussi métaphoriquement de « gué » pour décrire les éléments de corridor biologique qui sont déconnectés les uns des autres, mais qui permettent à des espèces de traverser un paysage ou une matrice paysagère plus ou moins hostile, en passant d'une tache de paysage à l'autre (on parle parfois à ce sujet de corridor biologique « en pas japonais » ; ce corridor étant utilisé par « saltation » (sauts) d'une « tache » à l'autre dans la matrice écopaysagère. Dans ce contexte, un réseau de mares, de clairières forestières ou de bosquets peuvent ainsi être qualifié de réseau de structures-gué respectivement pour une population de rainettes, de lièvres ou d'écureuils.

## Typologie
Les gués peuvent être plus ou moins aménagés dans le cadre des activités humaines, selon l'importance du cours d'eau et de sa saisonnalité, de l'importance du passage sur le gué, du moyen de transport utilisé. Sur certains cours d'eau, dont par exemple sur l'Ourthe à Fêchereux en Belgique, il y a deux gués, non perpendiculaires au sens du courant, permettant ainsi de profiter de celui-ci pour la traversée dans un sens comme dans l'autre.

## Gués célèbres
- En 1812, l'armée napoléonienne devait traverser la rivière Bérézina pour retourner en France, l'emplacement d'un gué fut choisi pour construire un pont temporaire. Les pontonniers du général Jean-Baptiste Éblé permettent de faire passer une grande partie de ce qui reste de l'armée de Napoléon, mais l'ouvrage est incendié à l'approche des Russes et c'est un désastre pour des milliers de soldats qui s'étaient trop attardés.

- Bataille de Stamford Bridge
- Le Gué de Jabbok[5] fut selon la tradition biblique[6] l'endroit où Jacob traversa le Jourdain à gué en rentrant de Mésopotamie.
- Bataille du gué de Jacob (1157)
- Bataille de Rorke's Drift, au cours de la guerre anglo-zouloue.
- Gué de Blanquetaque, dans la Somme, passage d'invasions.
- Passage du Gois
- Pont d'Yeu
- selon le chroniqueur Grégoire de Tours[7], c'est grâce à une biche qu'il poursuivait que Clovis a découvert un gué qui lui a permis de franchir avec son armée la Vienne en crue et de remporter la victoire contre Alaric II qui a permis de conserver le royaume des francs et d'éviter la domination des Wisigoths.
- Traverse des Sioux, gué permettant le franchissement de la rivière Minnesota par les Nations amérindiennes depuis des siècles et dénommé ainsi par les explorateurs, trappeurs et coureurs des bois français, canadiens français et Métis à l'époque de la Nouvelle-France.

## Le motguédans la toponymie
L'étymologie de nombreux villes et villages révèle qu'ils ont été fondés initialement sur l'emplacement d'un gué.
Ainsi en est-il d'un Prieuré de l'ordre de Fontevraud. 
Les Gaulois utilisaient le mot celtique ritu- pour désigner un gué, terme que l'on retrouve dans de nombreux toponymes. L'ancien nom de Limoges était Augustoritum : Ce nom est basé sur ritu- en gaulois avec la finale latinisée et Augusto- (en hommage à l'empereur Auguste, grâce à qui la ville a vu le jour), c'est-à-dire « le gué d'Auguste ». De même, le nom de la ville de  Niort est le celtique Novioritum qui signifie « nouveau gué » (sur la Sèvre). Les nombreux Chambord, Chambors remontent pour la plupart à * Cambo-ritum « le gué du méandre », Gisors remonte a * Giso ou * Geso-ritum, de même Jort remonte à * Divo-ritum « le gué sur la Dives ». Plus au sud, les formes sont phonétiquement plus proches de l'étymon comme dans Bedarrides ou Madrid de * Matu-ritum « gué des ours » ou * Mageto-ritum « gué de la plaine ».
Le mot ritu- a une survie tardive dans le nord de la France (Seine-Maritime, Oise et Nord) sous la forme -r(e / a)y / -roy ou -roi. Ex.: Ressenroy, Longroy « long gué » et Mauray, Miauroy qui sont de « mauvais gués » etc. On trouve quelques autres exemples ailleurs : Rémalard « mauvais gué », le Gué-de-Longroi qui constitue une traduction en français du terme gallo-roman.
Le terme est aussi attesté en celtique insulaire. En gallois, on trouve rhyd (vieux gallois rit), Cf. la ville galloise de Rhydaman appelée également en anglais Ammanford « le gué sur l'Aman ». Le vieux cornique rid et le vieux breton rit ou ret sont aussi mentionnés. Un lieu d'Irlande s'appelle Humar-rith, cependant la langue gaélique possède une autre racine áth que l'on note dans l'autre nom de Dublin : Baile Átha Cliath « La ville du gué des haies de roseaux ».
Une racine indo-européenne commune se retrouve en germanique westique : en anglais ford, en allemand Furt et en néerlandais voorde, tous issus du germanique commun * furdúz (fjord de la même racine en scandinave a pris un sens différent). De même, le latin portus « passage, port » vient du même thème indo-européen *prtus dérivé en -tu d'une racine *per « traverser, passer ».
Le mot anglais ford a donné Oxford, Stratford, Bedford, etc.
De même, l'allemand Furt a donné Klagenfurt, Ditfurt, Frankfurt francisé en Francfort (Francfort-sur-le-Main, Francfort-sur-l'Oder) et le néerlandais voorde se retrouve avec des variantes dans le nom de certaines villes, par exemple en France : Steenvoorde ou Houllefort (forme francisée), en Belgique : Vilvoorde (en français : Vilvorde) ou aux Pays-Bas : Dievoort, Amersfoort, Coevorden. L'anglais sud-africain utilise également le terme afrikaans de Drift, que l'on retrouve dans certains noms de localités en Afrique du Sud (ex : bataille de Rorke's Drift).
Le latin pour « gué » est vadum, d'où serait issu le français (ancien français guet) selon certains, mais qui s'est confondu en gallo-roman avec un autre terme d'origine germanique * wad de sens proche (Cf. suédois väd, vieux haut allemand wat, moyen néerlandais wat « gué »), ce qui explique le phonétisme de la consonne initiale [g]. En effet [v] est passé à [w] sous l'influence du germanique, puis à [gʷ] et enfin à [g] en français central (cf. guêpe, gaine, goupil, gui, etc.). D'autres spécialistes le font procéder directement du vieux bas francique. En Normandie, on trouve couramment le mot gué en toponymie sous la forme dialectale vey (anciennement vé, vei < vieux normand *wei cf. picard, wallon wé, wallon parfois -welz en toponymie). Ex.: Ancien Esteinvei (Manche, Fresville, avec le vieux norrois steinn « pierre »), c'est-à-dire « le gué (marqué) par des pierres » ; Hémévez (Manche, Haimesveiz 1214, Haimeweiz 1238) « le gué du Ham », commune voisine ; la Baie des Veys (Manche) ; le Vey (Calvados) ; ou encore Le gué du Vey (Seine-Maritime) et les Vieux (Seine-Maritime, les Vez vers 1240).
En bas-latin, l'on usait également du terme trajectu(m) (traversée, passage d'eau) attesté dans la toponymie française, exemple : le Trait, sur la Seine ou Trith-Saint-Léger, sur l'Escaut, et qui évolua en néerlandais vers tricht, trecht ou drecht. Cet élément se retrouve dans plusieurs noms de villes: Maastricht « gué sur la Meuse », Utrecht ou Dordrecht.

## Les gués en France

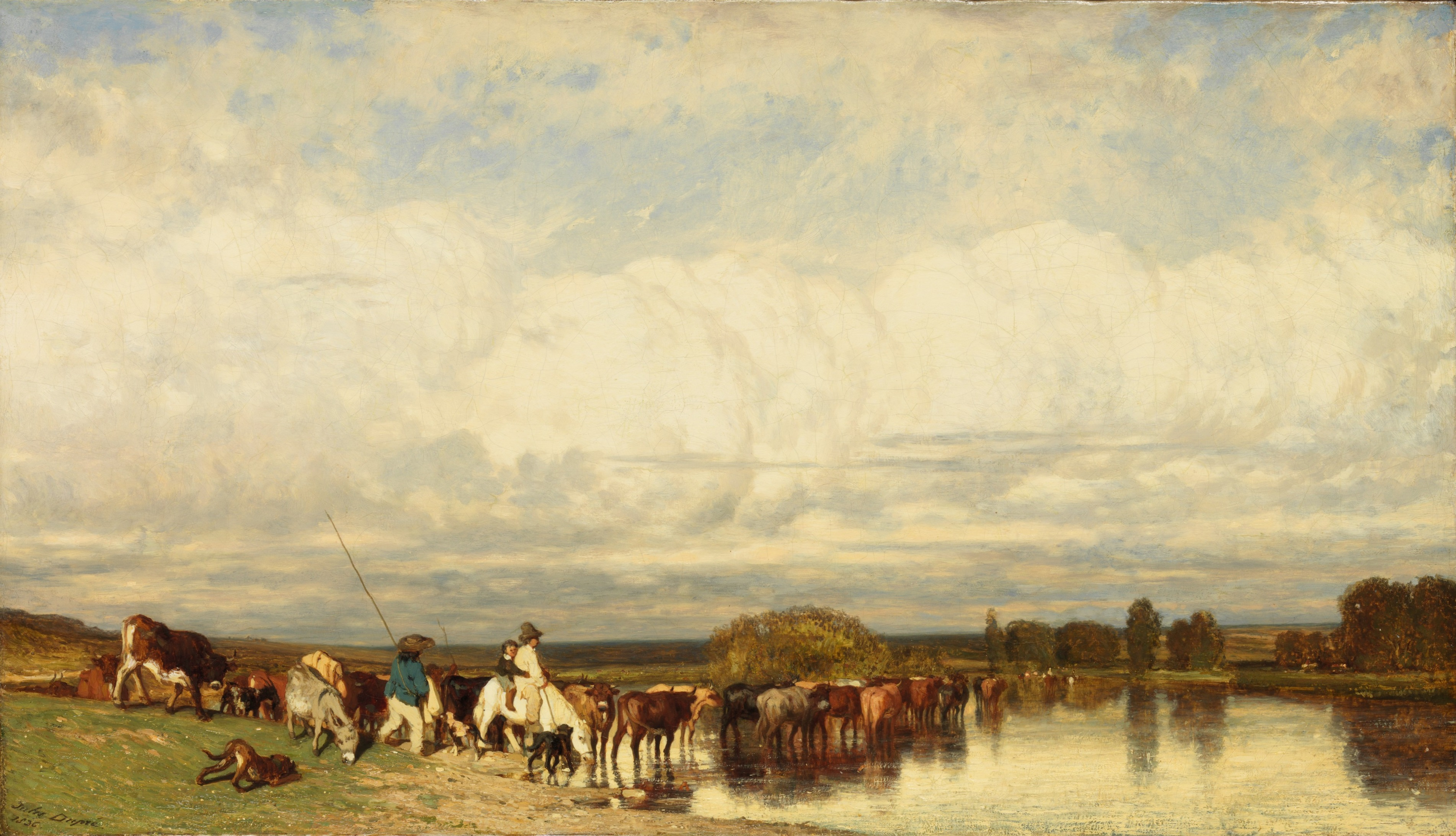
Vaches traversant un gué, peinture de Jules Dupré (1836).

Comme l'indique la toponymie  (Gué Gorand, Gué barré crochet, Gué de Blanquetaque, Gué de Maulny, Gué-d'Hossus, Le Gué-d'Alleré, Le Gué-de-Longroi, Le Gué-de-Velluire, Gué-de-la-Chaîne, Ligne Guë-Menaucourt, Saint-Étienne-du-Gué-de-l'Isle, Étang du Gué-de-selle, etc.), ils ont probablement été très nombreux jusqu'à la Renaissance au moins. Le  mot chape/chapelle (de cappa, pourrait aussi parfois désigner outre une couche de ciment, un gué.
Certaines villes en avaient même plusieurs (Saint-Aignan-des-Gués par exemple, ou  Vendeuvre-du-Poitou où l'on trouve encore les lieux-dits Le petit gué et Le grand gué).
Il est vraisemblable que même des fleuves localement tumultueux comme le Rhône, là où (et quand ils) étaient encore composés de nombreuses tresses et d'un lit mineur très large disposaient de séries de gués permettant de traverser en relative sécurité le lit mineur. On y retrouve aussi parfois associé le mot berge (ex : Manoir Le Gué du Berge) ou les anciens mots bièvre(castor) ou bief (petit barrage, seuil) comme au Bief du Gué Girault (il est possible que d'anciens barrages de castor européen aient aussi parfois servi de gué ou que l'on ait plus facilement traversé à leur aval.
Dans les régions de passage et frontalières, ou sur les littoraux, les gués étant lieux de passage stratégiques pour les armées d'envahisseur ou de défense, ils étaient alors fréquemment associés à un village fortifié, voire une place forte ou un château (tel par exemple la Forteresse du Gué de Jacob, construite par Baudouin IV de Jérusalem en 1178 pour empêcher l'invasion des troupes arabes, finalement détruit par Saladin après la Bataille du gué de Jacob (1157) et la Bataille du gué de Jacob de 1179. Plus au nord, on trouve aussi par exemple le château du Gué de Maulny du Mans). Le gué est donc un objet de conquête, comme le seront plus tard les ponts. Le gué est parfois surveillé et payant. Et la connaissance des gués est parfois source d'informations payantes (« Un beduyn estoit venu, qui li avoit dit que il enseigneroit un bon gué, mes que [pourvu que] l'en li donnast cinq cens besans ». À certaines époques, des gués aujourd’hui situés à l'intérieur des terres étaient situés en limite de mer, sur des embouchures ; c'est le cas par exemple du Gué de Watten sur l'Aa placé sur l'ancien goulet de Watten qui fut l'entrée de l'estuaire de l'Aa aux époques des transgressions flandriennes. Dans ce cas cela était dû à la montée de la mer à l'époque carolingienne. Dans d'autres cas, cela peut être dû à des phénomènes de poldérisation qui ont fait reculer la mer derrière des digues artificielles.
Il reste peu de gués utilisés en France, mais certains sont utilisés par les randonneurs (piétons, cavaliers).
Quelques-uns ont fait l'objet de restaurations récentes, dont le gué de Caucourt, où l'on a récemment restauré un gué pour piétons (en bois en remplacement d'une passerelle métallique, en aval du barrage d'un seuil de moulin datant du XVIe siècle. Ils pourraient aussi avoir une certaine importance dans le cadre de la cartographie des corridors biologiques et de la trame verte et bleue, dans le cadre des SRCE, à échelle régionale.
Comme à Chauvigny où se trouvait un important gué permettant aux usagers de la grande voie de Poitiers à Bourges (ancienne voie romaine), de - jusqu'au début du Moyen Âge - traverser la Vienne au lieu-dit gué des Églises, le nom de la commune ne comporte aucune allusion au gué. Aux églises, une borne milliaire, l'un des jalons de cet axe cite le nom de l'empereur romain Commode. Cette même voie romaine traversait la Gartempe au « Gué de Ceaux ».
Lors de basses-eaux on voit parfois réapparaitre des aménagements d'anciens gués, ce fut le cas sur la Loire à Saumur en juillet 1991 où les pieux du Gué de Chênehutte (gué utilisé de la Préhistoire au Moyen Âge) ont émergé.
Par extension on a aussi appelé « gué » de petits ponts rudimentaires construits pour les piétons, à côté du passage à gué utilisé par les chevaux, charrois, le bétail, tels par exemple les gués de granit de Saint-Germain-de-Modéon (département de la Côte-d'Or).
On trouve aussi des traces des gués dans les noms de certains ponts ou écluses (ex : Écluse du Gué des Cens)
Sarrancolin (65) possède aussi son gué sur la Neste, affluent de la Garonne.
Saint-Ferréol-Trente-Pas se nomme ainsi par ses « trente pas » (passages de gué) de ses gorges.

### La hauteur en mètre qu'un char d'assaut peut guéer
Parmi les paramètres caractérisant un char d'assaut, il y a la profondeur du gué qu'un char est capable de franchir :
- Le Char T-64 a la capacité de guéer une rivière jusqu'à 1,8 m de hauteur sans préparation et à 5 m avec ses Schnorchels (une sorte du tuba).
- Jusqu'à 1 mètre 90 pour le Char Panther,
- 1,4 mètre pour le Char Stridsvagn 122,
- 1,2 mètre pour le Panzer IV

## Expression
« Sonder le gué » était une expression métaphorique, signifiant, que l'on cherche discrètement à savoir quels sont les sentiments ou objectifs de tiers impliqués dans une affaire que l'on traite.